# 泰德·卡辛斯基
西奧多·約翰·「泰德」·卡辛斯基（英語：Theodore John "Ted" Kaczynski，1942年5月22日—2023年6月10日）。美國數學家、文化原始主義支持者、本土恐怖主義者，綽號大學航空炸彈客（Unabomber）。于1978年至1995年間，他在全美範圍内针对他所认为推动现代技术和破坏环境的人郵寄或放置炸彈，截至1996年4月3日被捕時共造成3死23傷。

## 早期生活
卡辛斯基是波蘭移民的後代，1942年5月22日出生於美國伊利諾州庫克郡常青园。擁有167高智商的他在1958年16歲時便獲哈佛大學數學系錄取，1962年從哈佛大學本科畢業後進入密西根大學攻讀數學博士學位，其博士論文口試評委認爲他的博士論文十分深奥，全美只有十餘人能夠理解。1967年末，25歲的卡辛斯基受聘成爲加州大學柏克萊分校歷史上最年輕的數學系助理教授，但他對本科教學並不自在，於1969年6月30日辭職。
卡辛斯基就讀哈佛的這段時間裡接觸了心理學教授亨利·莫瑞，並遭其誘騙參與極富爭議的MKUltra计划。一些研究認為這次的實驗對他造成心理創傷，並引發他未來的犯罪動機。

## 犯罪經歷
1978年至1995年間，卡辛斯基不斷向大學教授、大型企業主管以及航空公司郵寄炸彈，共造成3人死亡23人受傷。美國聯邦調查局（FBI）於1979年組成專案組，根據凶手以大學和航空公司為郵包炸彈目標的犯罪手法將案件代號定名爲「大學航空炸彈」（UNABOM），卡辛斯基因而得名「大學航空炸彈客」（Unabomber）。他最終於1996年4月3日在蒙大拿州被捕，并於同月被聯邦法院判處8項連續無期徒刑。

### 首起郵包炸彈
1971年，卡辛斯基在辭去教職，並兩年後前往蒙大拿州隱居。
1978年5月25日，卡辛斯基進行第一次有記錄犯罪：他送出一件故意寫錯地址的郵包炸彈到芝加哥大學，該校工作人員收到「寄錯地址」的郵包後便把其退回「寄件人」——美國西北大學工學院材料系教授巴克利·克利斯特（Buckley Crist）——卡辛斯基的第一位有記錄犯罪對象。巴克利教授收到「退回郵包」後感到可疑，便委托一名校警代爲拆封，校警開啓郵包時被當場炸成重傷。事後警方將嫌疑犯鎖定為幾位學生，并未获得有用线索，本次事件也被判定为学生恶作剧，因此卡辛斯基並沒有受警方懷疑。

### 聯邦調查局介入
1979年5月9日，從芝加哥飛往華盛頓特區的美國航空公司444航班行李艙在飛行過程中發出巨響並冒出濃煙，一名乘客吸入後感到不適，飛機緊急迫降離華盛頓國家機場不遠的杜勒斯國際機場。事後警方在行李艙内發現一枚郵包炸彈，由於其計時裝置故障而未能爆炸，當局則表示這枚炸彈足以炸毀整架飛機。
由於向航班安放爆炸裝置是一項聯邦罪行，以聯邦調查局為首與美国烟酒枪炮及爆炸物管理局及美国邮政检验局組建專案組，對「大學航空炸彈」案件正式展開專項調查。截至1995年，卡辛斯基共向不同大學和航空公司寄出炸彈16枚，炸死3人、炸傷23人。

### 論著與落網
1995年4月24日，卡辛斯基向美國多間報社和雜誌社發信，承諾如果《紐約時報》和《華盛頓郵報》刊登他長達3萬5千字的論著——《論工業社會及其未來》，他便會停止持續近18年的連環炸彈案。聯邦調查局最終以「阻止炸彈案再次發生」為由，允許刊登其論文。
卡辛斯基在《論工業社會及其未來》中解釋了自己的犯罪動機。他認為工業社會必將侵蝕人類自由，技術革新將會帶來過度發展的人類基因工程，致使人類不斷適應並服務於社會體系，並最終被後者完全控制。為了推翻工業體系的革命，以科技倒退的形式達成人類自由的解放，具体而言，为了信息洪流中让该宣言得到出版或曝光，他將推動科技發展的科學家和工程師等高級技術人才作爲襲擊目標。
論文發表後，不少無政府主義者、少數盧德分子以及極端主義者轉為支持卡辛斯基，並繼續推動革命。與此同時，他的弟弟大衛·卡辛斯基發現論文與其寫作風格及信仰極為相似，而大衛的妻子琳達更是在論文發表前就懷疑泰德是「大學航空炸彈客」。這促使大衛向聯邦調查局提供線索，並最終致使泰德·卡辛斯基於1996年4月3日蒙大拿州林肯地區一偏遠小木屋内落網。
同月内警方以本土恐怖主義、謀殺、使用及製造炸彈等多項罪名起訴卡辛斯基。他拒絕律師團隊為避免其被判死刑而提出的精神障礙辯護，並爲此解僱法庭為其指定的律師。1998年1月22日，卡辛斯基為避免死刑主動承認控罪，被判處8項連續終身監禁，不得假釋。
聯邦調查局表示「大學航空炸彈」案件是其建局以來最昂貴的一場調查。

## 逝世
2023年6月10日，泰德在巴特納聯邦醫療中心的單間內被發現死亡，時年81歲。死因尚無定論，懷疑為自殺身亡。

## 著作
他拥有多个著作，而其《論工業社會及其未來》多次修订，例如，撤回了呼吁革命者多生孩子的观点，以及拒绝自称无政府主义。
1. 登报的是其手写稿
2. 2007年写成后记Postscript to ISAIF，Technological_Slavery（英语：Technological Slavery）(2022)收录
3. 2016年进行注释拓展，从36个尾注修订为63个。收录同上
4. 2020年追加简短评论。收录同上
5. 2021年追加前言[13]

## 外部連結
- 《論工業社會及其未來》 （页面存档备份，存于） （英文）：華盛頓郵報版本，又名《大學航空炸彈客宣言》（The Unabomber Manifesto）